# 楽靖宜
楽 靖宜 (らく せいぎ、Le Jingyi、1975年3月19日-)は、中国の元競泳選手。

## 経歴
上海出身。楽靖宜は1992年に17歳でバルセロナオリンピックに初出場し、4×100m自由形リレーでは中国チームの第1泳者として中国の銀メダル獲得に貢献した。その後、1990年代の中国を代表する競泳選手として成長する。1994年のローマで行われた世界選手権では、100m自由形で54秒01、50m自由形で24秒51と2つの世界新記録を達成した。
しかし、同年広島で行われたアジア大会で、多くの中国の競泳選手がドーピングにより失格、中国の組織的なドーピングが判明した。この大会で楽靖宜は100m自由形で不可解なフライングにより失格をしている。その後も筋骨隆々とした体型からしてドーピングが疑われたが、ついに楽靖宜から薬物の陽性反応が出ることがなく、1996年アトランタオリンピックでは女子100m自由形で金メダルを獲得、50m自由形、400mメドレーリレーでも銀メダルを獲得した。